# Luis Manuel Lauret Rodríguez
Luis Manuel Lauret Rodríguez (20 de enero de 1997) es un deportista rumano de origen cubano que compite en halterofilia. Ganó una medalla de bronce en el Campeonato Europeo de Halterofilia de 2025, en la categoría de 109 kg.

## Palmarés internacional
| Representando a Rumania |                     |                   |           |
| Campeonato Europeo      |                     |                   |           |
| Año                     | Lugar               | Medalla           | Categoría |
| 2025                    | Chisináu (Moldavia) | Medalla de bronce | 109 kg    |